# Scranciola quadripunctata
Scranciola quadripunctata är en fjärilsart som beskrevs av M.Gaede 1928. Scranciola quadripunctata ingår i släktet Scranciola och familjen tandspinnare. Inga underarter finns listade.